# Leandro Hassum
Leandro Hassum Moreira (Ilha do Governador, 26 de setembro de 1973) é um ator, comediante, roteirista, produtor, apresentador e dublador brasileiro. Considerado um dos maiores nomes da cinema nacional dos últimos anos, Hassum estrelou uma série de filmes, cujas bilheterias ultrapassaram 20 milhões de espectadores e o consagraram como um dos maiores comediantes do país.
Ele ganhou notoriedade ao integrar o elenco do humorístico Zorra Total entre 2000 e 2010. Entre vários personagens, destacou-se formando a dupla Pedrão e Jorginho, ao lado de Marcius Melhem; com o sucesso dos personagens, a dupla ganhou seu próprio programa, Os Caras de Pau (2010–13) e um filme, Os Caras de Pau em O Misterioso Roubo do Anel (2014). Hassum também estrelou outras séries, como Chapa Quente (2015–16), A Cara do Pai (2017–18) e Família Paraíso (2022–23).
No cinema, ele apareceu em filmes como Xuxa Abracadabra (2003), Se Eu Fosse Você (2006), Irma Vap - O Retorno (2006) e Muita Calma Nessa Hora (2010). A partir de 2012, Hassum passou a estrelar diversos filmes, começando com Até que a Sorte nos Separe (2012) e suas sequências, Até que a Sorte nos Separe 2 (2013) e Até que a Sorte nos Separe 3: A Falência Final (2015); seus outros filmes incluem O Candidato Honesto (2014), O Amor Dá Trabalho (2018), Chorar de Rir (2019), Tudo Bem No Natal Que Vem (2021), O Auto da Boa Mentira (2021), Amor sem Medida (2021) e Meu Cunhado É um Vampiro (2023). Hassum também é conhecido por ser a voz oficial do personagem Gru, da franquia Meu Malvado Favorito, no Brasil.

## Biografia
Nascido na Ilha do Governador, Hassum é filho de Leda Nogueira Hassum e Carlos Alberto da Costa Moreira. Carlos Alberto, falecido em 2014, esteve envolvido com o tráfico de drogas e fez parte da máfia italiana. Em entrevista, Hassum disse que só descobriu o que o pai realmente fazia aos 21 anos e que Carlos Alberto passou onze anos preso: “Meu pai foi preso por tráfico internacional de drogas, ele era o responsável pelo transporte da droga do Brasil para a Europa e para os Estados Unidos. Ele fazia parte da máfia italiana e foi preso em 14 de novembro de 1994. Eu não tinha a menor noção, mas, hoje, olho para trás e me pergunto como eu não percebi alguns sinais”. Ainda sobre o pai, Hassum disse que apesar da conturbada relação entre os dois, Carlos Alberto havia sido um bom pai: “Na época, fiquei com a sensação de que por 21 anos havia vivido uma mentira. Mas não foi. Eu tive um pai que me amou muito, que era um grande pai. Só que ele lidava com a questão do tráfico como uma profissão. Até a morte, ele dizia: ‘Eu nunca fui traficante, fui comerciante'”.
Em 2016, o irmão de Hassum, Carlos Alexandre, foi preso por estelionato. Procurado pela imprensa, Hassum afirmou: “Não tenho relação com ele há mais de dez anos. Se é culpado, que seja preso”.

## Carreira
Leandro Hassum começou a fazer teatro aos dezesseis anos. Meses depois, convidado a viajar para o Ceará com a peça A Aurora da Minha Vida, de Naum Alves de Souza, participou de oito festivais, recebendo sete prêmios. Matriculou-se no Teatro O Tablado e, em 1995, atuou na última peça dirigida pela dramaturga Maria Clara Machado, Pluft, o Fantasminha. Estreou na TV fazendo comerciais, em 1998, fez uma curta participação em Pecado Capital. Em 2000, estreou no humorístico Zorra Total, fazendo pontas, por anos, tinha apenas um fala no quadro Seu Saraiva, estrelado por Francisco Milani (Seu Saraiva, o senhor por aqui).
Em 2003, foi convidado por Chico Anysio para interpreta o Dr. Logulo no quadro Dr. Rosseti e Dr. Logulo no Zorra Total, o personagem havia sido interpretado por Ariel Coelho, morto em 1999. Ainda em 2003, estreou no cinema com o filme Xuxa Abracadabra. Em 2004, estreou o quadro Os Seguranças com Marcius Melhem.
Ainda em 2004,  Hassum iniciou uma parceria vitoriosa ao lado de Marcius Melhem na consagrada peça Nós na Fita. Também é convidado assíduo da peça Zenas Emprovisadas desde 2003, e no infantil Nós no Tempo, que ganhou o prêmio Zilka Sallaberry de Teatro Infantil. Atualmente, em turnê pelo Brasil com seu stand-up comedy Lente de Aumento, escrita por ele, que se mantém sucesso de crítica e de público.
Em 2010, assumiu o papel de Seu Sraiva após a morte de Francisco Milani.
O sucesso na TV veio no Zorra Total e se consolidou no programa Os Caras de Pau, derivado do quadro Os Seguranças. Atuou no programa Chapa Quente ao lado de Ingrid Guimarães e Lúcio Mauro Filho.

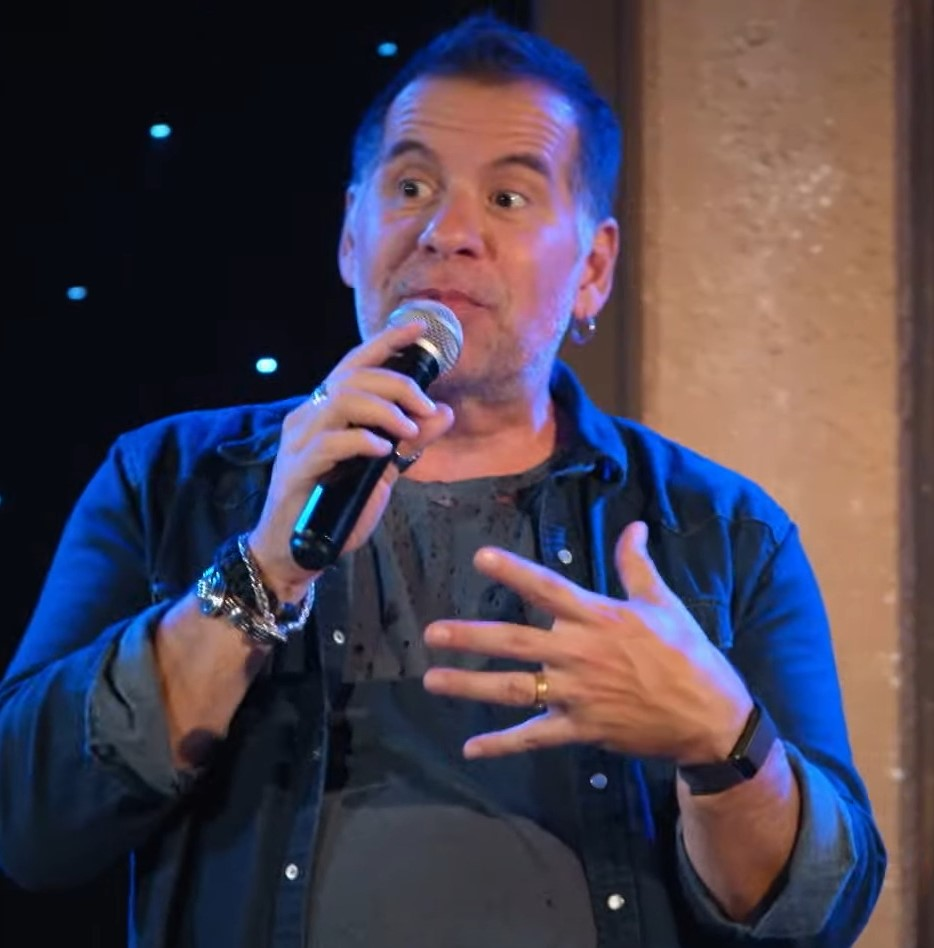
Leandro Hassum em 2024

Já nas telonas do cinema, ele teve a oportunidade de atuar em grandes sucessos de bilheteria, dublar personagens de desenho animado, seriados e games. Seu último e especial trabalho foi exibido nos cinemas em 2014 como protagonista do filme O Candidato Honesto, que foi considerado o filme de maior estreia em bilheteria de 2014, fechando com quase 4 milhões de espectadores. Em 2012, o ator estrelou no filme Até que a Sorte nos Separe, interpretando o protagonista Tino Araújo. O longa teve uma incrível bilheteria, o que fez com que, ganhasse uma sequência, Até que a Sorte nos Separe 2, que estreou no ano seguinte. Sendo em cinema acumulados uma bilheteria de mais de 14 milhões de espectadores. O ano de 2014 marcou a estreia do ator em novelas, em Geração Brasil, interpretando o varejista Barata.

## Vida pessoal
Hassum é casado desde 1998 com a empresária Karina Gomes Ramos Hassum, com quem tem uma filha, a atriz Pietra Gomes Ramos Hassum, nascida no Rio de Janeiro, em 4 de novembro de 1999. 

### Saúde

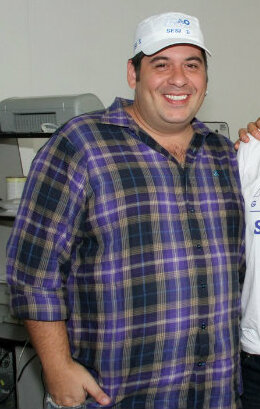
Hassum em 2012, antes da cirurgia.

Em 2014, inspirado pelo amigo André Marques, Hassum, que sofria com complicações de saúde decorrentes da obesidade mórbida, fez uma cirurgia bariátrica e perdeu mais de 65 kg, passando a fazer dieta e exercícios físicos. Apesar de algumas críticas por conta de sua nova aparência e comentários dizendo que ele havia perdido a graça depois de emagrecer, Hassum afirmou: “Sou um comediante muito à frente da minha barriga. Estou a mesma coisa, não tem diferença nenhuma na minha graça. O que muda é o tipo físico. Ser gordo era uma das minhas piadas e tenho muitas outras”.
Em outra entrevista, quando perguntado se sua saúde estava em risco antes da cirurgia, o comediante salientou: Sim, eu era um cara perto da morte. O obeso mórbido dorme saudável e não acorda no dia seguinte. Mas muitas pessoas ainda não entendem minha decisão, lá se vão cinco anos desde a operação, em 1º de novembro de 2014. Quando alguém me diz 'Preferia você gordo' é o mesmo que dizer 'Preferia quando você estava perto de morrer'. Em 2024, dez anos depois da cirurgia, Hassum relatou que, à época, reduziu seu peso de 150 quilos para 87. Conforme o ator, em 2020 ele engordou 20 quilos, chegando a pesar 113.

## Filmografia

### Televisão
| Ano     | Título                             | Papel                                                                     | Notas                                 |
| ------- | ---------------------------------- | ------------------------------------------------------------------------- | ------------------------------------- |
| 1998    | Pecado Capital                     | Marcos                                                                    | Episódio: 15 de dezembro              |
| 1999    | Andando nas Nuvens                 | Entrevistado                                                              | Episódio: 1 de abril                  |
| 1999    | Você Decide                        | Dumbo Mendes                                                              | Episódio: Transas de Família: Parte 1 |
| 2000    | Esplendor                          | Pedestre                                                                  | Episódio: 14 de fevereiro             |
| 2000–11 | Zorra Total                        | Vários personagens (Jorginho, Da Boina, Dr. Logulo, Seu Saraiva e outros) |                                       |
| 2002    | A Padroeira                        | Vendedor farsante                                                         | Episódio: 4 de fevereiro              |
| 2002    | A Grande Família                   | Feirante                                                                  | Episódio: Feitiço do Tédio            |
| 2003    | A Grande Família                   | Flamenguista                                                              | Episódio: A Mãe do Ano                |
| 2003    | Siga Aquela Estrela                | Segurança                                                                 | Especial de fim de ano                |
| 2004    | Xuxa no Mundo da Imaginação        | Detetive James Banha                                                      | Episódio: As Aventuras do Txutxucão   |
| 2004    | Da Cor do Pecado                   | Vendedor de avestruzes                                                    | Episódio: 9 de março                  |
| 2006–09 | Os Caras de Pau: Especiais         | Jorginho / Apresentador                                                   |                                       |
| 2009    | Dança dos Famosos                  | Participante                                                              | Temporada 6                           |
| 2010–13 | Os Caras de Pau                    | Jorge Felipe Albuquerque Brandão (Jorginho)                               |                                       |
| 2012    | Cheias de Charme                   | Ele mesmo                                                                 | Episódio: 22 de setembro              |
| 2013    | O Dentista Mascarado               | Sérgio Gomes / Paladino Justiceiro                                        |                                       |
| 2013    | Flor do Caribe                     | Jeff Glam                                                                 | Episódios: 11–12 de setembro          |
| 2013    | Divertics                          | Vários personagens                                                        |                                       |
| 2014    | Geração Brasil                     | Haroldo Barata Filho (Barata)                                             |                                       |
| 2015    | Tomara que Caia                    | Capitão Orlando                                                           | Episódio: Um Sogro do Outro Mundo     |
| 2015–16 | Chapa Quente                       | Genésio da Silva                                                          |                                       |
| 2016–17 | A Cara do Pai                      | Théo Moreira                                                              |                                       |
| 2019    | Escolinha do Professor Raimundo    | Mazarito                                                                  |                                       |
| 2019    | Tá Pago                            | Apresentador                                                              |                                       |
| 2020    | 2000 e Vishhh                      | Apresentador                                                              |                                       |
| 2022–23 | Família Paraíso                    | Leleco                                                                    |                                       |
| 2023    | Histórias Quase Verdadeiras        | Helder Flores / Paulo Mendonça                                            | Episódio: O Farsante                  |
| 2023    | Minha Mãe Cozinha Melhor que a Sua | Apresentador                                                              |                                       |
| 2023    | B.O                                | Delegado Suzano Júnior Ribeiro                                            |                                       |
| 2024    | Os Hassums                         | Apresentador                                                              |                                       |

### Cinema
| Ano  | Título                                         | Personagem                                  | Ref                  |
| ---- | ---------------------------------------------- | ------------------------------------------- | -------------------- |
| 2003 | Xuxa Abracadabra                               | Barba Azul / Príncipe Sapo                  |                      |
| 2004 | Tainá 2 - A Aventura Continua                  | Zé Grilo                                    |                      |
| 2005 | Xuxa e o Tesouro da Cidade Perdida             | Bunzão                                      |                      |
| 2006 | Se Eu Fosse Você                               | Maurício                                    |                      |
| 2006 | Irma Vap - O Retorno                           | Luiz Alberto Júnior (Lula)                  |                      |
| 2006 | Muito Gelo e Dois Dedos d'Água                 | Engraçadinho                                |                      |
| 2006 | Xuxa Gêmeas                                    | Zé Mané                                     |                      |
| 2006 | No Meio da Rua                                 | Alcides                                     |                      |
| 2007 | Meteoro                                        | Gordo                                       |                      |
| 2009 | O Mistério de Feiurinha                        | Gênio do espelho                            |                      |
| 2010 | Muita Calma Nessa Hora                         | Sargento Nabuco                             |                      |
| 2010 | Eu e Meu Guarda-Chuva                          | Taxista brasileiro                          |                      |
| 2012 | Se Puder... Dirija!                            | Ednelson                                    |                      |
| 2012 | Até que a Sorte Nos Separe                     | Faustino Araújo Peixoto (Tino)              |                      |
| 2013 | Até que a Sorte Nos Separe 2                   | Faustino Araújo Peixoto (Tino)              |                      |
| 2014 | Vestido pra Casar                              | Fernando                                    | [ 40 ] [ 41 ]        |
| 2014 | O Candidato Honesto                            | João Ernesto Ribamar                        | [ 42 ]               |
| 2014 | Os Caras de Pau em O Misterioso Roubo do Anel  | Jorge Felipe Albuquerque Brandão (Jorginho) | [ 43 ] [ 44 ] [ 45 ] |
| 2015 | Até que a Sorte Nos Separe 3: A Falência Final | Faustino Araújo Peixoto (Tino)              |                      |
| 2017 | Malasartes e o Duelo com a Morte               | Esculápio                                   |                      |
| 2017 | Dona Flor e Seus Dois Maridos                  | Dr. Teodoro Madureira                       |                      |
| 2018 | O Candidato Honesto 2                          | João Ernesto Ribamar                        |                      |
| 2018 | Não Se Aceitam Devoluções                      | Juca Valente                                |                      |
| 2019 | Chorar de Rir                                  | Nilo Perequê                                |                      |
| 2019 | Simonal                                        | Carlos Imperial                             |                      |
| 2019 | O Amor Dá Trabalho                             | Anselmo                                     |                      |
| 2020 | Tudo Bem no Natal Que Vem                      | Jorge                                       |                      |
| 2021 | O Auto da Boa Mentira                          | Helder Flores                               |                      |
| 2021 | Amor Sem Medida                                | Dr. Ricardo Leão                            | [ 46 ]               |
| 2022 | Vizinhos                                       | Walter (Waltinho)                           |                      |
| 2023 | Meu Cunhado é um Vampiro                       | Fernando (Fernandinho)                      |                      |
| 2025 | Uma Advogada Brilhante                         | Michelle Barbieri (Mike) / Dra. Michelle    | [ 47 ]               |
| 2025 | Família, Pero no Mucho                         | Otávio                                      | [ 48 ]               |
| 2025 | Silvio Santos Vem Aí                           | Silvio Santos                               | [ 49 ]               |
| 2025 | O Rei da Feira                                 | Monarca (adulto)                            |                      |

## Dublagem

### Televisão
| Ano       | Título                                  | Personagem |
| --------- | --------------------------------------- | ---------- |
| 2013-2015 | Osmar, a Primeira Fatia do Pão de Forma | Stevie     |

### Cinema
| Ano  | Título                     | Personagem    |
| ---- | -------------------------- | ------------- |
| 2024 | Meu Malvado Favorito 4     | Gru           |
| 2021 | Minions 2: A Origem de Gru | Gru (criança) |
| 2017 | Meu Malvado Favorito 3     | Gru / Dru     |
| 2015 | Minions                    | Gru (criança) |
| 2013 | Bons de Bico               | Zeca          |
| 2013 | Meu Malvado Favorito 2     | Gru           |
| 2011 | Allods Online              | Gibberlings   |
| 2010 | Meu Malvado Favorito       | Gru           |
| 2008 | Bolt - Supercão            | Rhino         |

## Teatro
| Ano  | Título                                 |
| ---- | -------------------------------------- |
| 2009 | Um Casal Aberto, Ma Non Troppo         |
| 2008 | Lente de Aumento                       |
| 2006 | Nós no Tempo                           |
| 2006 | O Livro Secreto                        |
| 2004 | Nós na Fita                            |
| 2004 | Orlando Silva, O Cantor Das Multidões  |
| 2003 | Os Sem-Vergonhas                       |
| 2003 | Mercedes de Medelin                    |
| 2001 | Aracy de Almeida no País da Araca      |
| 2001 | Plunct Plact Zuuum                     |
| 2001 | Descontrole Remoto                     |
| 2001 | Dia dos Namorados                      |
| 2001 | Tudo no Escuro                         |
| 2000 | Festa na Floresta                      |
| 2000 | Toda Donzela Tem Um Pai Que É Uma Fera |
| 2000 | Francisco de Assis                     |
| 2000 | Deus É Gordo                           |
| 1999 | Endependência                          |
| 1995 | Pluft, o Fantasminha                   |
| 1995 | Arca de Noé                            |
| 1994 | Dois Fernandos e Um Fernandes          |
| 1990 | A Aurora da Minha Vida                 |

## Prêmios e indicações
| Ano  | Associações                         | Categoria                          | Nomeações                          | Resultado |
| ---- | ----------------------------------- | ---------------------------------- | ---------------------------------- | --------- |
| 1992 | Prêmio Coca Cola de Teatro Infantil | Melhor Ator de Teatro              | A Aurora da Minha Vida             | Venceu    |
| 2006 | Prêmio Zilka Salaberry              | Melhor Ator de Teatro Infantil     | O Livro Secreto                    | Venceu    |
| 2009 | Prêmio Arte Qualidade Brasil        | Melhor Ator de Humorístico         | Zorra Total                        | Indicado  |
| 2009 | Melhores do Ano                     | Melhor Comédia                     | Os Caras de Pau                    | Indicado  |
| 2010 | Prêmio Arte Qualidade Brasil        | Melhor Ator de Humorístico         | Os Caras de Pau                    | Indicado  |
| 2011 | Melhores do Ano                     | Melhor Comédia                     | Os Caras de Pau                    | Indicado  |
| 2011 | Meus Prêmios Nick                   | Melhor Humorista                   | Os Caras de Pau                    | Venceu    |
| 2012 | Melhores do Ano                     | Melhor Comédia                     | Os Caras de Pau                    | Indicado  |
| 2012 | Prêmio Quem de Cienema              | Melhor Ator                        | Até Que a Sorte nos Separe         | Venceu    |
| 2013 | Melhores do Ano                     | Melhor Comédia                     | Divertics                          | Venceu    |
| 2014 | Prêmio Contigo! de TV               | Melhor Ator de Série ou Minissérie | O Dentista Mascarado               | Indicado  |
| 2014 | Melhores do Ano                     | Melhor Comédia                     | Divertics                          | Venceu    |
| 2015 | Melhores do Ano                     | Melhor Comédia                     | Chapa Quente                       | Indicado  |
| 2021 | Séries em Cena Awards               | Melhor Ator Nacional de Filme      | Tudo Bem no Natal que Vem          | Indicado  |
| 2022 | Prêmio do Humor                     | Performance                        | É Noix Família                     | Pendente  |
| 2024 | Prêmio iBest                        | Apresentadores de TV/Streaming     | Minha Mãe Cozinha Melhor que a Sua | Pendente  |
| 2024 | Prêmio iBest                        | Protagonista Influenciador         | B.O                                | Pendente  |
| 2024 | Prêmio iBest                        | Humorista do Ano                   | Leandro Hassum                     | Pendente  |
| 2024 | Prêmio iBest                        | Influenciador Rio de Janeiro       | Leandro Hassum                     | Pendente  |